# Tăng CO2 máu
Tăng CO2 máu là tình trạng tăng nồng độ cacbon dioxide (CO2) máu bất thường. Carbon dioxide là sản phẩm khí sinh ra từ chuyển hóa của cơ thể và được thải ra ngoài qua phổi.
Tăng CO2  thường kích thích phản xạ làm tăng hô hấp và oxy (O2) như tỉnh dậy hoặc quay đầu trong khi ngủ. Tổn thương phản xạ này có thể dẫn đến tử vong, ví dụ đây cũng là một trong những nguyên nhân gây nên hội chứng đột tử ở trẻ sơ sinh.

## Triệu chứng
Triệu chứng sớm của tăng CO2  máu bao gồm đỏ mặt,  flushed skin, mạch nhanh, thở nhanh, thở nông, ngoại tâm thu, co cơ, run giật cơ, suy giảm ý thức, và có thể tăng huyết áp. Theo một số nguồn thông tin khác, các triệu chứng của tăng CO2  máu trung bình bao gồm đau đầu, lơ mơ và hôn mê. Tăng CO2  máu có thể gây tăng cung lượng tim, huyết áp và có xu hướng dẫn đến rối loạn nhịp tim. Tăng CO2  có thể làm tăng sức cản mạch phổi. Trong một số trường hợp nặng (thường PaCO2 lớn hơn 10 kPa hoặc 75 mmHg), các triệu chứng có thể tiến triển đến mất điều hướng, hốt hoảng, thở nhanh, co giật cơ, hôn mê và thậm chí tử vong.

## Nguyên nhân
Tăng CO2  thường do giảm thông khí, bệnh phổi, hoặc giảm ý thức. Tăng CO2  máu cũng có thể do tiếp xúc với môi trường có nồng độ cacbon dioxide quá cao, như núi lửa phun trào, hoặc hít lại cacbon dioxide đã thở ra. Tình trạng tăng CO2  máu cũng có thể đi kèm tình trạng toan hô hấp.

## Chẩn đoán

### Xét nghiệm
Tăng CO2  thường được xác định khi nồng độ cacbon dioxide cao hơn 45 mmHg. Do CO2  tương đương với axit cacbonic trong máu, tăng CO2  máu có thể làm hạ pH máu gây ra nhiễm toan hô hấp. Trên lâm sàng, tác động của tăng CO2  lên pH máu được xác định bằng tỷ lệ áp xuất động mạch của cacbon dioxide với nồng độ ion bicacbonate, PaCO2/[HCO3−].